# Granje (Chorwacja)
Granje – wieś w Chorwacji, w żupanii pożedzko-slawońskiej, w gminie Jakšić. W 2011 roku liczyła 91 mieszkańców.